# سنیده
سنیده (به عربی: سنیدة) یک روستا در سوریه است که در ناحیه مرکزی سلمیه واقع شده‌است. سنیده ۷۰۶ نفر جمعیت دارد.